# Celestinus II
Celestinus II, född Guido del Castello i Città di Castello, död 8 mars 1144 i Rom, var påve från den 26 september 1143 till sin död drygt fem månader senare, 8 mars 1144.

## Biografi
Guido del Castello studerade för Pierre Abaelard, och blev berömd som inte bara en lärd man utan också en allvarsam och rakryggad präst. Han utsågs 1127 till kardinaldiakon med Santa Maria in Via Lata som diakonia, och 1140 sändes han som legat till Frankrike där han ådrog sig Bernhard av Clairvaux missnöje för att han beskyddade Arnold av Brescia.
Den 25 september 1143 efterträdde Guido Innocentius II, och han antog som påve namnet Celestinus II. Det första han åtog sig var att lyfta företrädarens interdikt över Frankrike vilket hade utfärdats som svar på att Ludvig VII lagt sig i valet till biskop av Bourges. I upptakten till vad som såg ut att eskalera till en allvarlig konflikt med Roger av Sicilien avled Celestinus. Hans pontifikat varade drygt fem månader.